# کاویسین
کاویسین (به انگلیسی: Chavicine) با فرمول شیمیایی C۱۷H۱۹NO۳ یک ترکیب شیمیایی با شناسه پاب‌کم ۱۵۴۸۹۱۲ است. که جرم مولی آن ۲۸۵٫۳۳۷۶۶ g/mol (گرم بر مول)می‌باشد. 